# 沈珤 (天順進士)
沈珤（1428年—？），字庭實，直隸淮安府山陽縣人，明朝政治人物。進士出身。

## 生平
應天府鄉試第八十八名。天順元年（1457年）丁丑科會試第一百七十八名，殿試登進士第三甲第一百六十一名。

## 家族
曾祖父沈思仁，贈尚書。祖父沈仲和，贈尚書。父亲沈翼，曾任南京戶部尚書。